# Фернандо Сор
Ферна́ндо Сор (ісп. Fernando Sor, повне ім'я Хозе Ферран Сор-і-Мунтадес — кат. Josep Ferran Sors i Muntades; 14 лютого 1778, Барселона — 10 липня 1839, Париж) — іспанський класичний гітарист-віртуоз і композитор епохи раннього романтизму, один з найвідоміших виконавців на цьому інструменті у ХІХ сторіччі. Похований на цвинтарі Монмартр.